# Route 6 (Alberta)
Pour les articles homonymes, voir Route 6.
La Route 6 est une route sud / nord du sud de l'Alberta. Elle parcourt environ 74 km (46 mi) depuis la frontière entre l'Alberta et le Montana dans le sud-est du Parc national des Lacs-Waterton jusqu'à une intersection avec la route 3 (Route Crowsnest) près de Pincher Creek,.
La route 6 fait partie de la Cowboy Trail entre l'intersection avec la route 5 dans le Parc national des Lacs-Waterton et le terminus nord de la route à son intersection avec la route 3, laquelle continue la Cowboy Trail vers le nord.

## Description du tracé

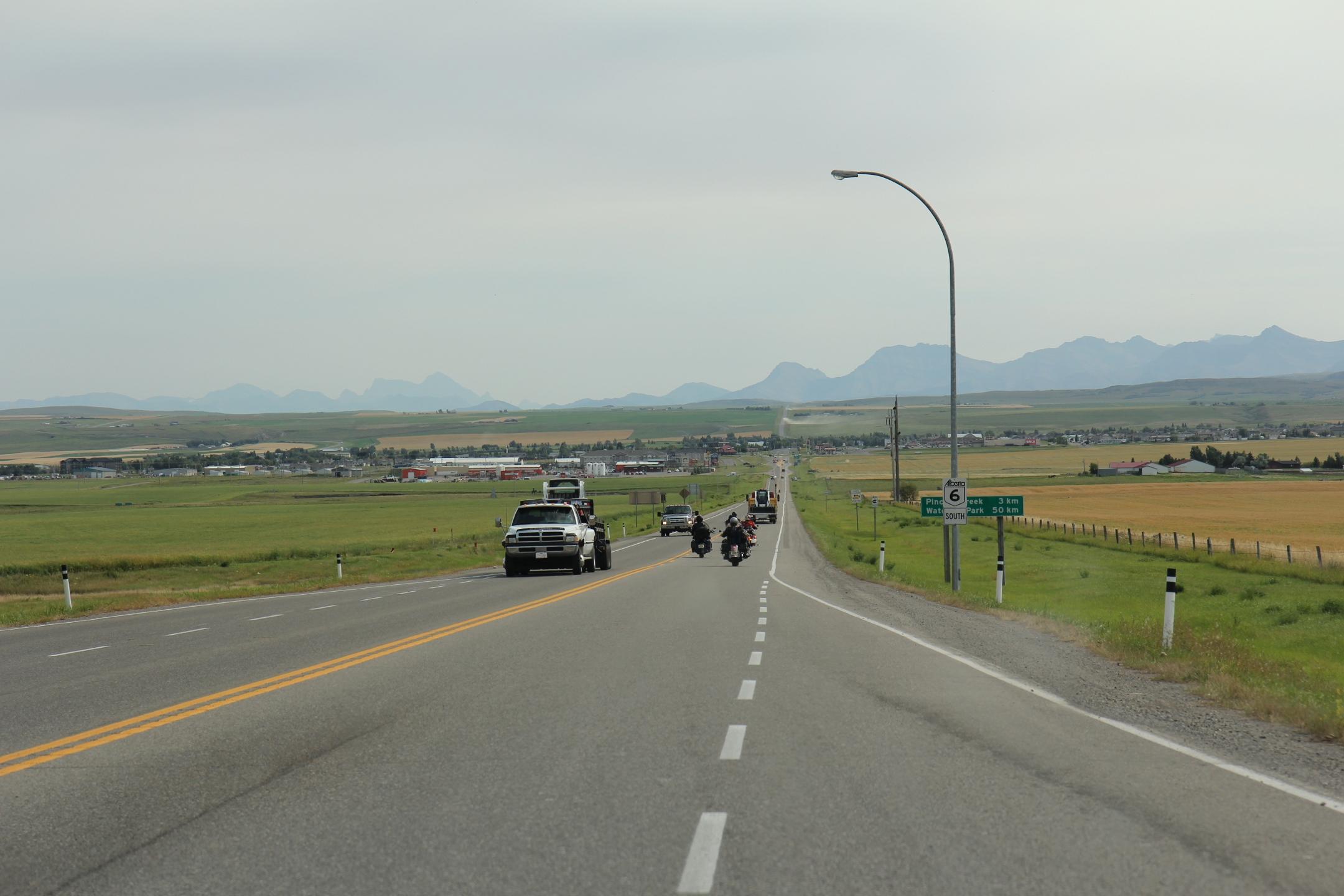
Route 6 sud depuis son terminus nord

La MT-17 dans le Parc national de Glacier devient la route 6 une fois qu'elle a franchi la frontière canado-américaine dans le Parc national des Lacs-Waterton à Chief Mountain. Adoptant une orientation généralement vers le nord, la route quitte Chief Mountain et donne accès au hameau de Waterton Park via la route 5 et passe par le hameau de Twin Butte et par la municipalité de Pincher Creek. La route 6 prend fin alors qu'elle rencontre la route 3 à Pincher Station, au nord de Pincher Creek,.

## Intersections majeures
| Municipalité rurale / spécialisée             | Ville           | km                                           | Destinations                                                             | Notes                                                         |
| --------------------------------------------- | --------------- | -------------------------------------------- | ------------------------------------------------------------------------ | ------------------------------------------------------------- |
| I.S. No 4 (Parc national des Lacs-Waterton)   | Chief Mountain  | 0,00                                         | MT-17 sud – Parc national de Glacier                                     | Continue au Montana                                           |
| I.S. No 4 (Parc national des Lacs-Waterton)   | Chief Mountain  | 0,00                                         | Frontière canado-américaine                                              |                                                               |
| I.S. No 4 (Parc national des Lacs-Waterton)   |                 | 22,00                                        | AB-5 est – Cardston, Lethbridge                                          | Terminus sud du multiplex avec l'AB-5                         |
| I.S. No 4 (Parc national des Lacs-Waterton)   | 22,90           | AB-5 ouest – Parc national des Lacs-Waterton | Terminus nord du multiplex avec l'AB-5                                   |                                                               |
| M.D. Pincher Creek No 9                       |                 | 49,20                                        | AB-505 est – Glenwood                                                    | Terminus ouest de l'AB-505                                    |
| M.D. Pincher Creek No 9                       | Pincher Creek   | 69,30                                        | AB-507 est / AB-785 nord (Macleod Street)                                | Terminus sud du multiplex avec l'AB-507                       |
| M.D. Pincher Creek No 9                       | Pincher Creek   | 70,60                                        | AB-507 ouest / Hewetson Avenue – Beaver Mines, Castle Mountain           | Terminus nord du multiplex avec l'AB-507; carrefour giratoire |
| M.D. Pincher Creek No 9                       | Pincher Station | 73,50                                        | AB-3 (Route Crowsnest) – Col du Nid de Corbeau, Fort Macleod, Lethbridge |                                                               |
| - Terminus de multiplex - Transition de route |                 |                                              |                                                                          |                                                               |